# Kocheril Raman Narayanan
Kocheril Raman Narayanan, K.R. Narayanan (ur. 27 października 1920 w Uzhavoor, Kottayam, zm. 9 listopada 2005 w New Delhi) – polityk indyjski, prezydent Indii w latach 1997–2002.
Ukończył studia z literatury angielskiej na uniwersytecie w Travancore, przez pewien czas pracował na tej uczelni jako wykładowca, był również dziennikarzem (w Bombaju przeprowadził wywiad z Mahatmą Gandhim). W 1945 wyjechał na dalszą naukę do Anglii. Studiował nauki polityczne w London School of Economics (pod kierunkiem Harolda Laskiego), angażując się w tym okresie w indyjski ruch niepodległościowy; nawiązał m.in. kontakt z Krishną Menonem (przyszłym Wysokim Komisarzem ds. Indii i ministrem obrony niepodległego państwa), poznał się również z Veerasamy Ringadoo, przyszłym pierwszym prezydentem niepodległego Mauritiusa.
Powrócił do Indii w 1948. Harold Laski rekomendował go Jawaharlalowi Nehru, który powołał Narayanana do służby dyplomatycznej. Pracował m.in. w ambasadach w Birmie, Japonii, Wietnamie, Australii i Wielkiej Brytanii; jako ambasador pełnił misję w Tajlandii (1967-1969), Turcji (1973-1975) i ChRL (1976-1978). Był również sekretarzem ministra spraw zagranicznych (1976), a przez pewien czas wykładał w powołanej na wzór londyńskiej uczelni Delhi School of Economics. Przeszedł na emeryturę w 1978.
W latach 1978–1980 był wicekanclerzem Uniwersytetu Jawaharlala Nehru w Delhi. W 1980 powrócił do służby dyplomatycznej, obejmując z nominacji Indiry Gandhi funkcję ambasadora w USA. Zarówno w USA, jak i wcześniej w ChRL, znacznie przyczynił się do uregulowania dwustronnych kontaktów dyplomatycznych.
Po zakończeniu misji ambasadora w USA (1984) zaangażował się w działalność polityczną. Został trzykrotnie wybrany do parlamentu (Lok Sabha, 1984, 1989, 1991) z ramienia Indyjskiego Kongresu Narodowego, a kolejny premier Rajiv Gandhi powierzył mu w swoim gabinecie funkcję ministra stanu ds. planowania (1985), spraw zagranicznych (1985-1986) oraz nauki i technologii (1986-1989). W sierpniu 1992 został wybrany na wiceprezydenta Indii, zyskując poparcie nie tylko Indyjskiego Kongresu Narodowego, ale także partii Janata Dal. Po zakończeniu kadencji Shankara Dayala Sharmy został w lipcu 1997 wybrany na dziesiątego prezydenta Indii, uzyskując aż 95% głosów w kolegium elektorskim.
Funkcję prezydenta Indii sprawował przez 5-letnią kadencję, w lipcu 2002 został zastąpiony przez A.P.J. Abdula Kalama.
Był żonaty z pochodzącą z Birmy Ma Tint Tint; poznali się, kiedy Narayanan pracował jako dyplomata w Rangunie i wzięli ślub 8 czerwca 1951. Ma Tint Tint przyjęła indyjskie imię Usha oraz indyjskie obywatelstwo; działała w organizacjach społecznych zajmujących się problematyką kobiet i dzieci (m.in. YWCA), publikowała indyjskie tłumaczenia literatury birmańskiej. Jedna z córek z tego małżeństwa, Chitra, była ambasadorem Indii w Szwecji i Turcji.